# Guy de Luget
Guy de Luget, född 2 februari 1884 i La Rochelle, död 22 september 1961 i Montigny-lès-Metz, var en fransk fäktare.
Han blev olympisk guldmedaljör i florett vid sommarspelen 1924 i Paris.